# Bolxoi Log (Rostov)
|  | Per a altres significats, vegeu «Bolxoi Log». |

Bolxoi Log (en rus: Большой Лог) és un poble (un khútor) de l'óblast de Rostov, a Rússia, que en el cens del 2010 tenia 4.336 habitants, pertany al districte d'Aksai.